# 서구 (인천광역시)
서구(西區)는 인천광역시 서북부에 있는 구이다. 1988년 신설되었고, 1995년 김포군 검단면을 편입하였다. 마전동에는 구 직할의 검단출장소가 설치되어 있다.

## 역사
475년 삼국 시대 남부 주부토군이다가 남북국 시대에는 장제군이었다. 고려 시대에 이르러서는 수주에서 안남부, 계양도호부, 길주목, 부평도호부에 속하게 되었다.
- 1413년: 부평도호부 모월곶면(毛月串面), 석곶면(石串面)
- 1895년: 인천부 부평군 모월곶면, 석곶면
- 1896년: 경기도 부평군 모월곶면, 석곶면
- 1914년: 부천군 서곶면(西串面)

| 조선총독부령 제111호 |                                                                       |
| 구 행정구역          | 신 행정구역                                                           |
| 부평군 모월곶면      | 서곶면 가정리, 검암리, 고잔리, 연희리, 백석리, 시천리, 공촌리, 심곡리 |
| 부평군 석곶면        | 서곶면 가좌리, 고작리, 신현리, 포리                                   |
- 1940년 4월 1일: 인천부에 편입

| 조선총독부령 제40호                                                                          | |
| 구 행정구역 (부천군 서곶면)                                                                  | 신 행정구역 (인천부) |
| 가정리, 가좌리, 검암리, 고작리, 고잔리, 공촌리, 백석리, 시천리, 신현리, 심곡리, 연희리, 포리 | 천대전정(千代田町), 천간정(淺間町), 과생정(瓜生町), 촌상정(村上町), 이가정(李家町), 흑전정(黑田町), 운양정(雲揚町), 춘일정(春日町), 현무정(玄武町), 일진정(日進町), 정상정(井上町), 구수정(久水町) |
- 1949년 8월 15일: 인천시 서곶출장소
- 1968년 1월 1일: 인천시 북구 서곶출장소 (구제 실시)
- 1981년 7월 1일: 인천직할시 북구 서곶출장소[2]

### 서구
- 1988년 1월 1일: 북구의 서쪽 지역을 관할로 서구를 설치하였다.[3] (12법정동)
- 1995년 3월 1일: 경기도 김포군 검단면을 서구에 편입해 검단동으로 변경하였다.[4] (20법정동)
- 2002년 1월 1일: 검단동을 검단1동, 검단2동으로 분동하였다.[5] (15행정동)
- 2005년 9월 1일: 검단1동의 일부와 검단2동의 일부를 합쳐 검단3동을 설치하였다.[6] (16행정동)
- 2006년 9월 1일: 검단4동을 검단1동에서 분동하였다.[7] (17행정동)
- 2008년 9월 16일: 불노동(법정동)의 한글 표기를 불로동으로 변경하였다.[8]
- 2010년 6월 10일: 경서동·연희동·원창동 각 일부를 합쳐 청라동을 설치하였다.[9] (18행정동)
- 2012년 7월 9일: 청라동을 청라1동, 청라2동으로 분동하였다.[10] (19행정동)
- 2013년 9월 2일: 검단5동을 검단1동에서 분동하고, 수도권 매립지의 관할을 검암경서동에서 검단5동으로 이관하였다. (20행정동)
- 2016년 7월 1일: 청라2동 중 청라대로 서쪽 지역을 청라3동으로 분동하였다.[11] (21행정동)
- 2018년 7월 1일: 청라1동·청라2동·청라3동의 관할구역을 아우르는 법정동 '청라동'을 신설하고, 검단1동을 검단동으로, 검단2동을 불로대곡동으로, 검단3동을 원당동으로, 검단4동을 당하동으로, 검단5동을 오류왕길동으로 각각 개칭하였다. (21법정동)
- 2019년 11월 4일: 마전동을 당하동에서 분동하였다. (22행정동)
- 2021년 6월 1일 : 아라동을 원당동에서 분동하였다. (23행정동)

## 행정 구역
행정구역은 21법정동, 22행정동으로 구성되어 있다. 면적은 118.49 km2이고, 인구는 2022년 12월 말 주민등록 기준으로 589,013명, 248,741가구다.

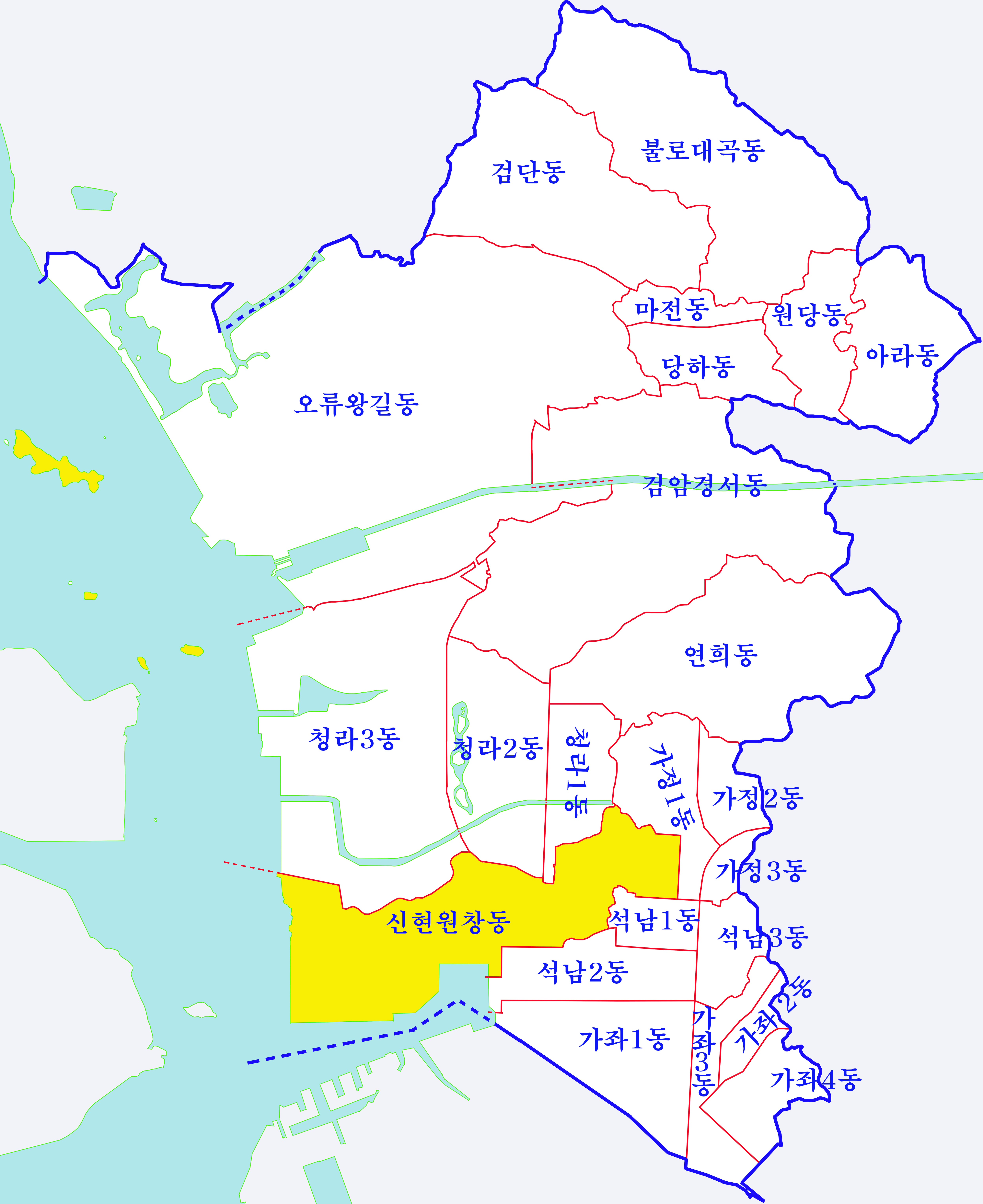
인천 서구 행정지도

영어로 설명된 인천 서구 행정 지도

| 행정동     | 한자       | 면적 (km2) | 인구    | 세대    |
| ---------- | ---------- | ---------- | ------- | ------- |
| 검암경서동 | 黔岩景西洞 | 15.23      | 45,339  | 20,054  |
| 연희동     | 連喜洞     | 9.50       | 39,515  | 18,878  |
| 청라1동    | 菁蘿1洞    | 2.28       | 30.883  | 11,836  |
| 청라2동    | 菁蘿2洞    | 4.94       | 48,163  | 17,977  |
| 청라3동    | 菁蘿3洞    | 11.95      | 34,406  | 12,691  |
| 가정1동    | 佳亭1洞    | 2.60       | 36,195  | 15,139  |
| 가정2동    | 佳亭2洞    | 1.29       | 6,248   | 2,955   |
| 가정3동    | 佳亭3洞    | 0.58       | 9,289   | 4,341   |
| 석남1동    | 石南1洞    | 1.10       | 21,776  | 10,786  |
| 석남2동    | 石南2洞    | 2.71       | 12,560  | 6,058   |
| 석남3동    | 石南3洞    | 1.46       | 13,477  | 6,609   |
| 신현원창동 | 新峴元倉洞 | 9.82       | 30,703  | 12,807  |
| 가좌1동    | 佳佐1洞    | 4.34       | 12,778  | 6,485   |
| 가좌2동    | 佳佐2洞    | 0.73       | 19,421  | 7,675   |
| 가좌3동    | 佳佐3洞    | 1.94       | 16,390  | 8,091   |
| 가좌4동    | 佳佐4洞    | 2.01       | 10,133  | 4,778   |
| 검단동     | 黔丹洞     | 7.93       | 33,414  | 15,144  |
| 불로대곡동 | 不老大谷洞 | 10.80      | 23,499  | 9,783   |
| 원당동     | 元堂洞     | 2.62       | 23,428  | 9,690   |
| 당하동     | 堂下洞     | 2.36       | 27,053  | 10,714  |
| 오류왕길동 | 梧柳旺吉洞 | 15.56      | 25,124  | 10,257  |
| 마전동     | 麻田洞     | 1.13       | 22,218  | 8,201   |
| 아라동     | 아라洞     | 3.72       | 47,001  | 17,792  |
| 서구       | 西區       | 118.49     | 589,013 | 248,741 |

## 인구
| 연도   | 총 인구   |
| ------ | --------- |
| 1990년 | 230,241명 |
| 1995년 | 293,643명 |
| 2000년 | 335,339명 |
| 2005년 | 371,204명 |
| 2010년 | 389,057명 |
| 2015년 | 499,540명 |

## 교육 기관

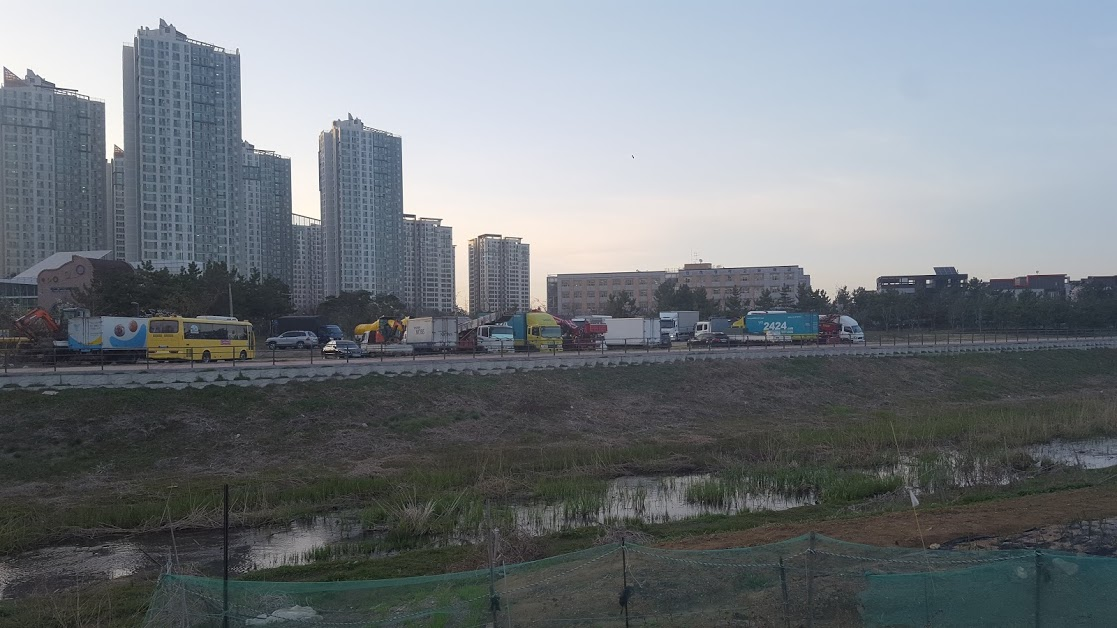
인천청라고등학교 전경

- 고등학교

|  | - 가림고등학교 - 가좌고등학교 - 가정고등학교 - 검단고등학교 - 인천세무고등학교 | - 인천체육고등학교 - 인천보건고등학교 - 대인고등학교 - 백석고등학교 | - 서인천고등학교 - 인천해원고등학교 - 인천신현고등학교 - 인천원당고등학교 | - 인천디자인고등학교 - 한국주얼리고등학교 - 인천초은고등학교 - 인천청라고등학교 - 인천마전고등학교 |

- 평생교육

|  | - 예화여자중고등학교 |

- 각종학교

|  | - 청라달튼외국인학교 |

## 주요 기관
- 서인천농협
- 인천서부경찰서
- 인천광역시서부교육지원청
- 가톨릭관동대학교 국제성모병원

## 산업

### 수산업
- 어촌정주어항: 세어도항

### 공업
- 주안스마트단지
- 서부산업단지
- 목재단지
- 검단일반산업단지

## 섬
- 세어도
- 대다물도
- 정도와 호도

## 교통

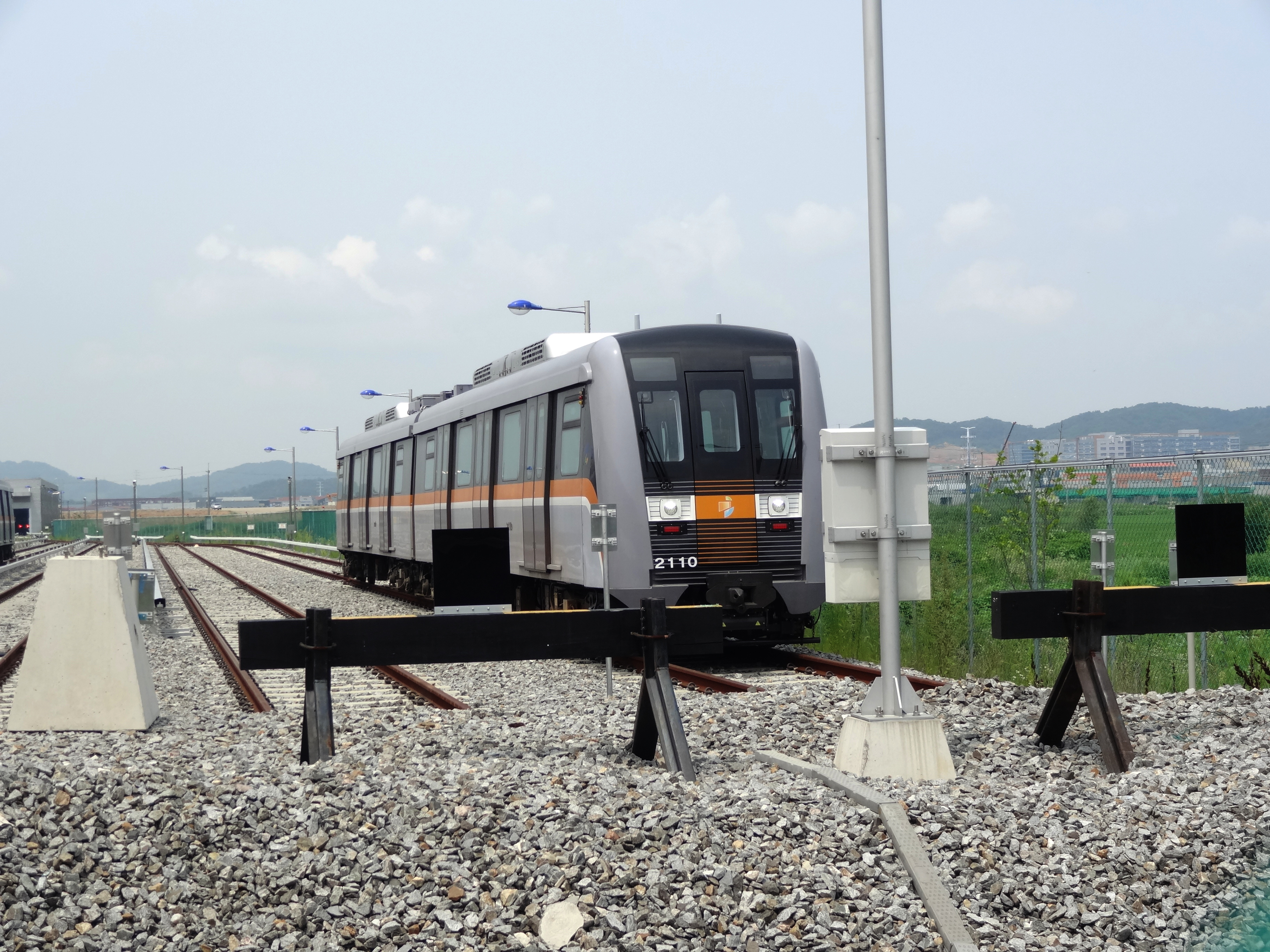
인천 도시철도 2호선 소속 전동차 차량, 외형 상으로 볼 때 김포골드라인과 비슷하게 2량 짜리의 열차를 이루는 것으로 드러나고 있다.

- 공항철도
  - ● 인천국제공항철도

(계양구) ← 검암역 - 청라국제도시역 → (인천광역시 중구)

환승역 : 검암역 (인천 도시철도 2호선)
- 인천교통공사
  - ● 서울 지하철 7호선
- (부평구)  ← 석남역

환승역 : 석남역 (인천 도시철도 2호선)
- - ● 인천 도시철도 1호선

(시종착역) ←  검단호수공원역 - 신검단중앙역 - 아라역 → (계양구)
  - ● 인천 도시철도 2호선

(시종착역) ←  검단오류역 - 왕길역 - 검단사거리역 - 마전역 - 완정역 - 독정역 - 검암역 - 검바위역 - 아시아드경기장역 - 서구청역 - 가정역 - 가정중앙시장역 - 석남역 - 서부여성회관역 - 인천가좌역 - 가재울역 - 주안국가산단역 → (미추홀구)

환승역 : 검암역 (인천국제공항철도), 석남역 (서울 지하철 7호선)
- 경인고속도로
  - 가좌 나들목, 서인천 나들목[12]

- 수도권제2순환고속도로
  - 청라원창 요금소, 남청라 분기점, 북청라 나들목, 검단양촌 나들목

- 인천국제공항고속도로
  - 북인천 나들목, 인천공항 요금소, 청라 나들목

- 국도 제6호선
- 국도 제77호선
- 국가지원지방도 제84호선
- 국가지원지방도 제98호선
- 인천대로
- 봉오대로
- 봉수대로
- 중봉대로
- 경명대로
- 드림로
- 장고개로
- 백범로
- 길주로
- 아나지로

## 갤러리

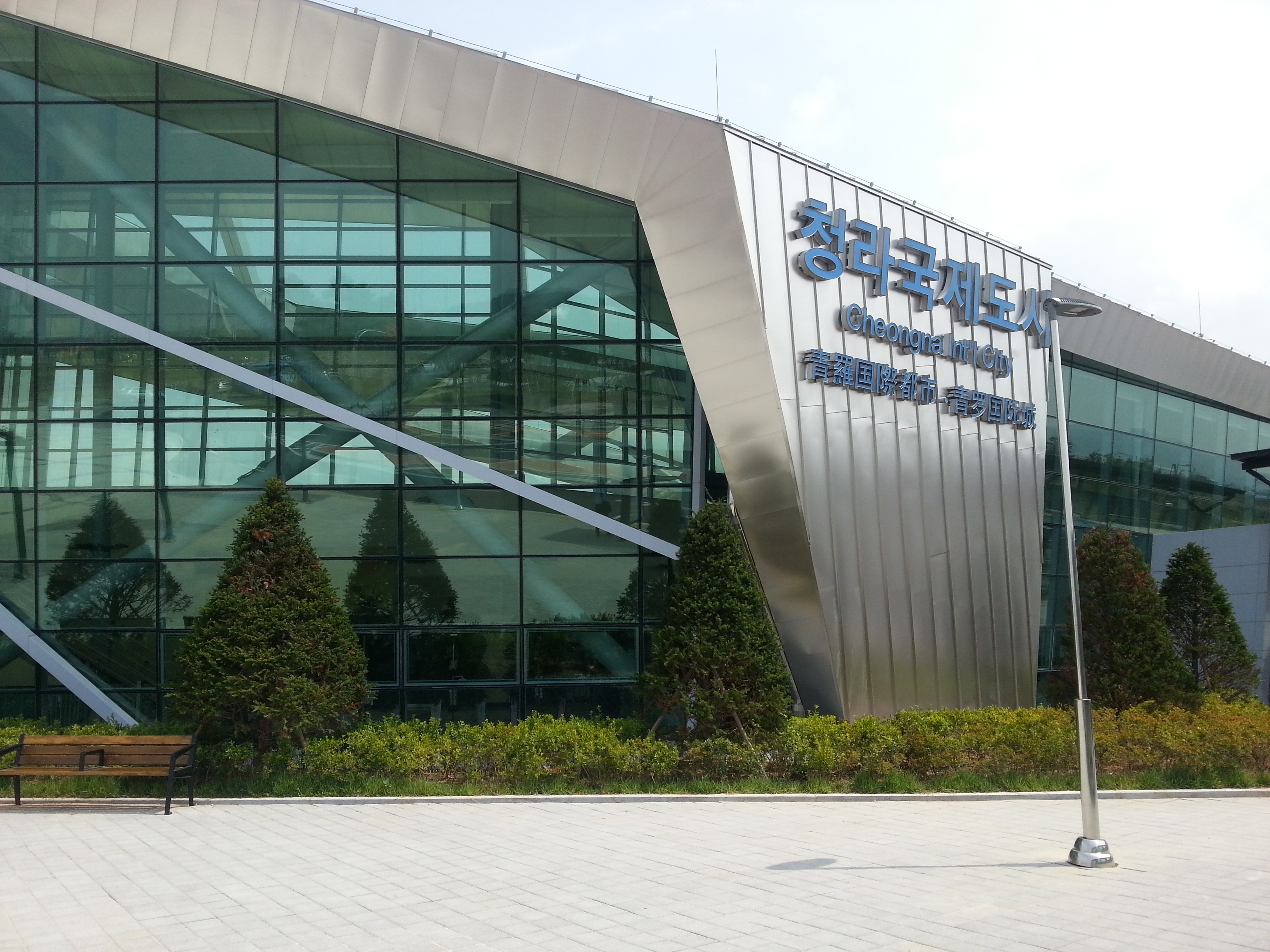
청라국제도시역 전경
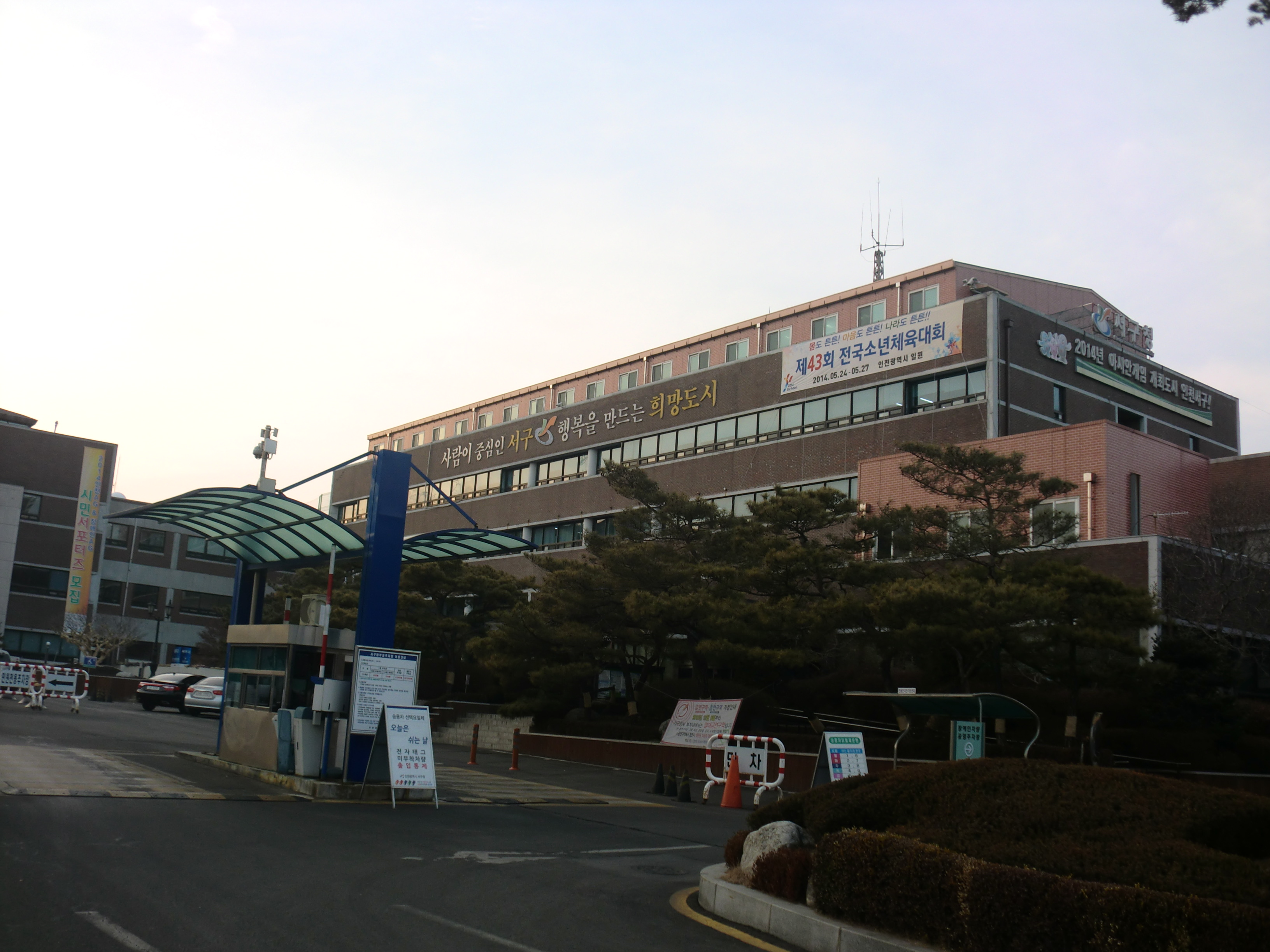
인천광역시 서구청 전경
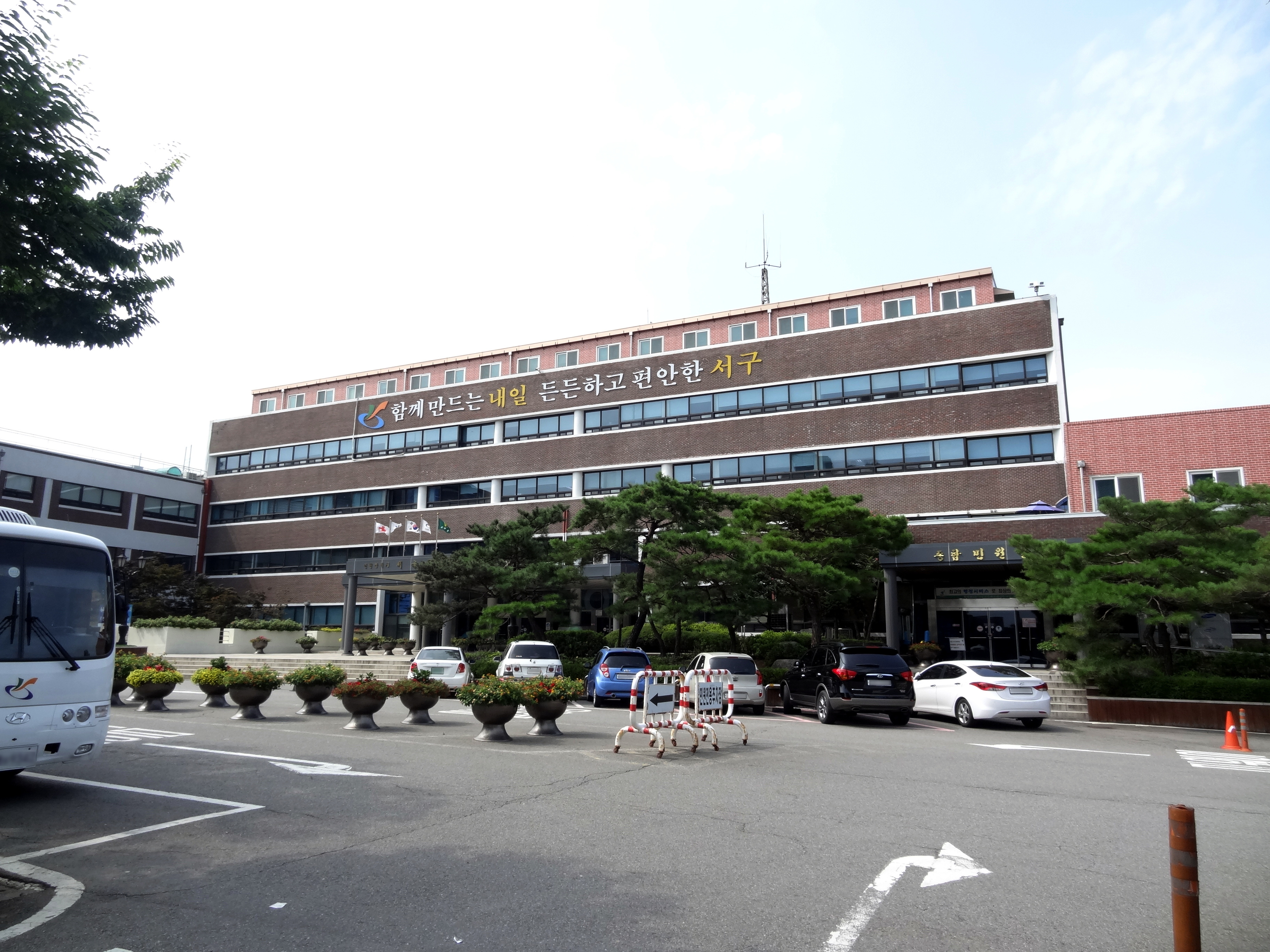
인천광역시 서구청 청사 전경
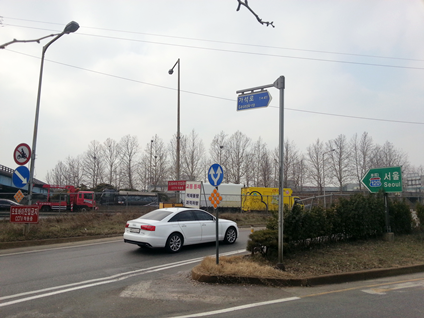
인천대로 진입로로 향하고 있는 가좌 나들목 전경
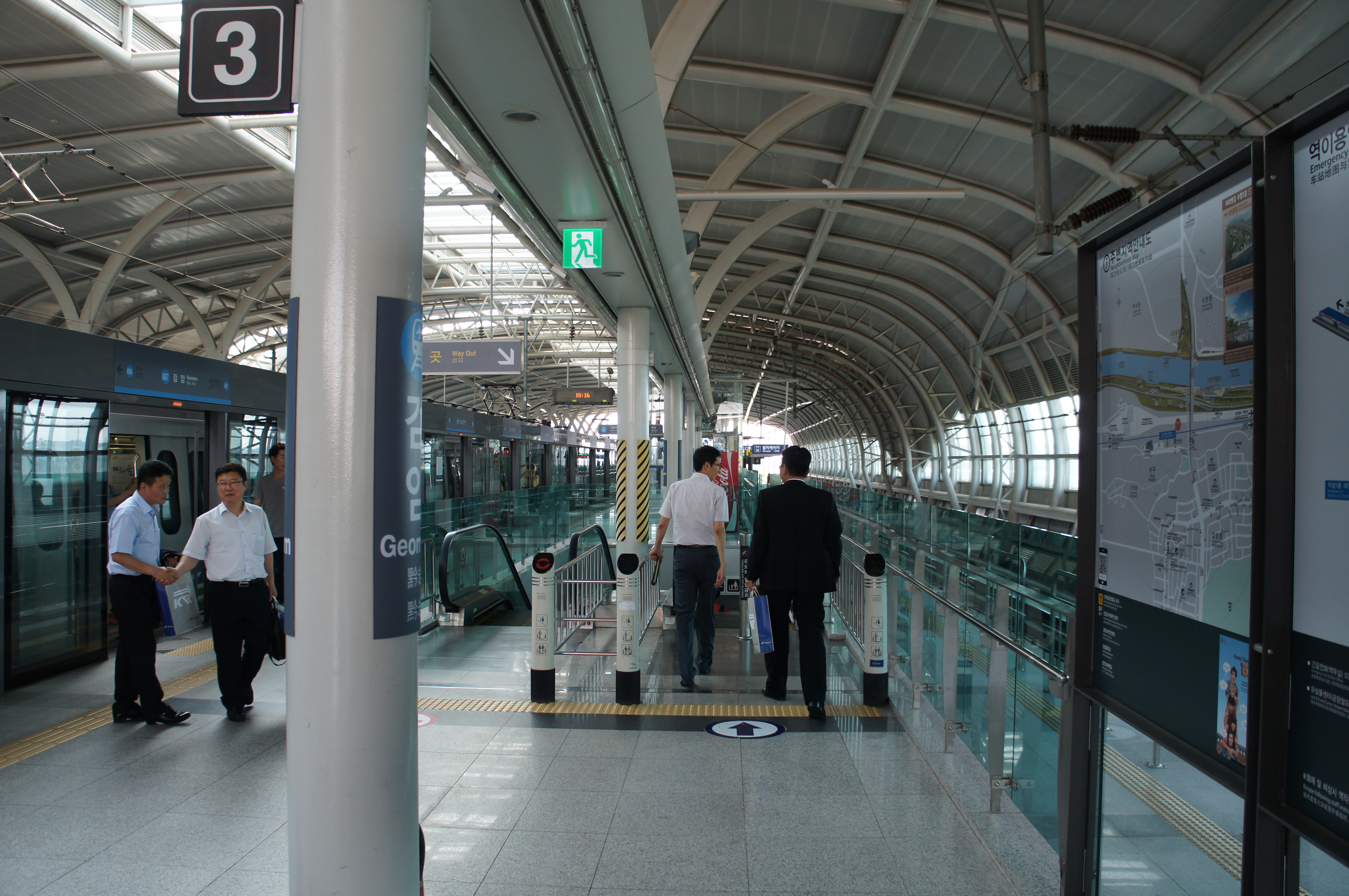
공항철도 검암역 승강장
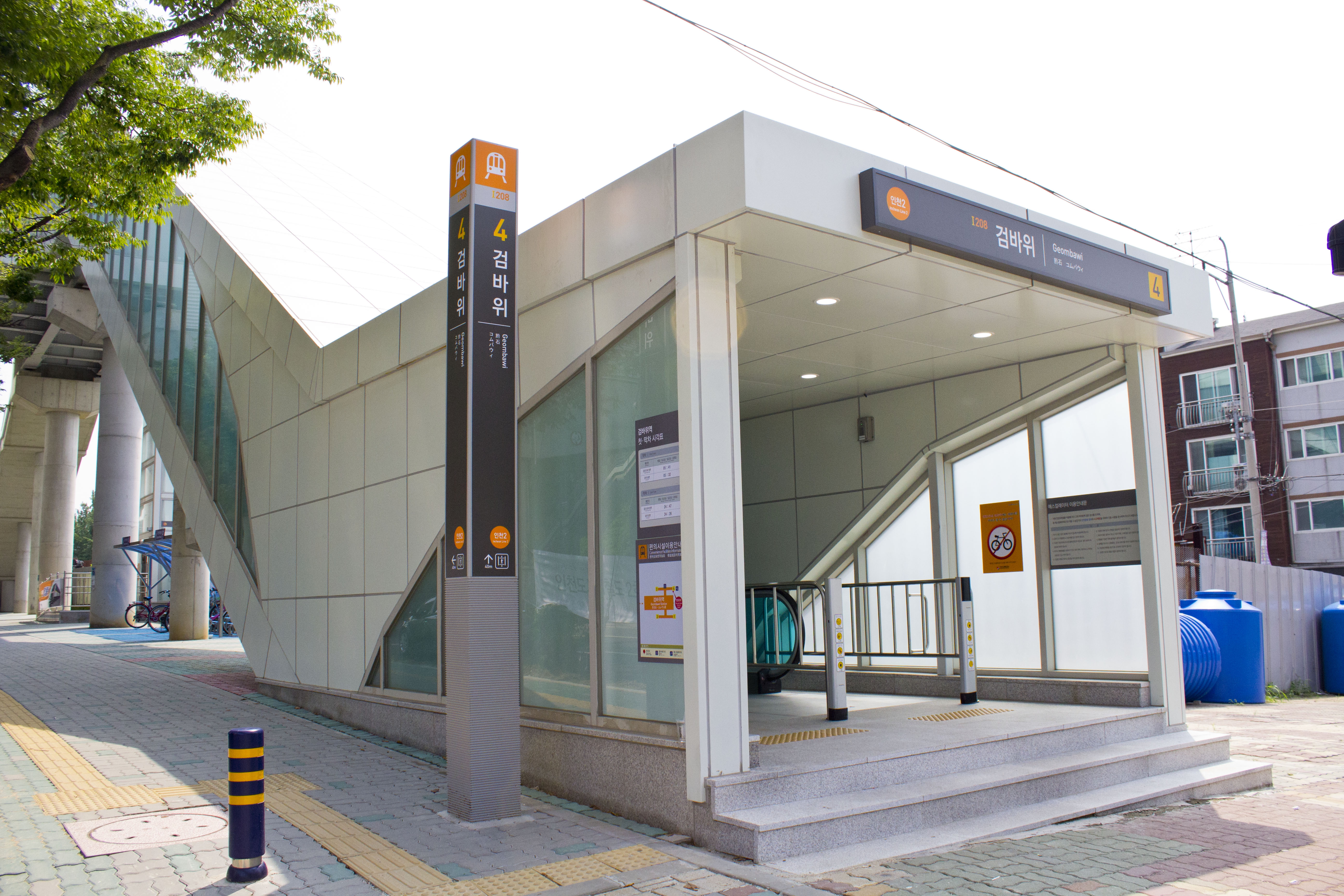
인천 도시철도 2호선 검바위역 4번 출구
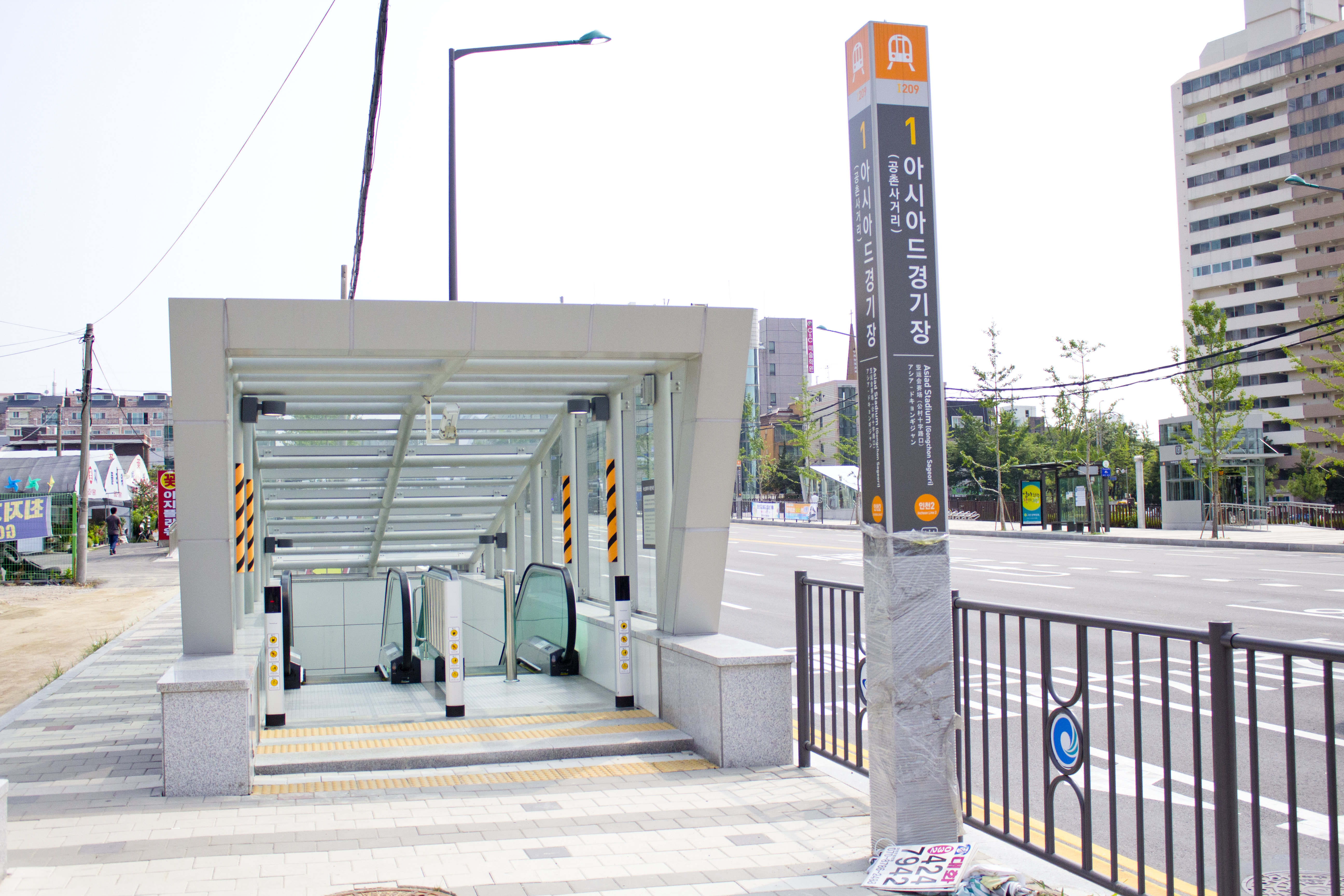
인천 도시철도 2호선 아시아드경기장역 1번 출구

## 같이 보기
- 청라국제도시